# Defensores ecclesiae
Els defensores ecclesiae també coneguts com a Advocatus ecclesiae eren els encarregats de la defensa de l'església, principalment per salvaguardar-ne l'estatus, podia ser un laic, generalment de la noblesa. A l'edat mitjana l'església era el terratinent principal de la cristiandat. Aquest fet era de cabdal importància en una època en què ressorgia l'interès pel coneixement literari i cultural.
Els defensores havien de defensar l'església fins i tot amb armes si calia, eren els encarregats de dirigir les milícies en temps de guerra per tal de defensar els monestirs i preservar-los dels atacs. A canvi d'aquests serveis els defensores rebien ingressos procedents de l'església, ja sigui en forma monetària, sigui en forma de subministraments o gravàmens de propietat eclesiàstica.
En aquells temps l'església havia de gestionar simultàniament algunes pràctiques de la milícia amb els protocols eclesiàstics, la qual cosa no era gens estranya. Cal destacar que la institució eclesiàstica Pau i treva de Déu va reglamentar uns determinats períodes de descans en temps de conflictes armats. L'església pretenia controlar els actes violents. Tot allò que no podia dominar ho utilitzava en benefici propi. Segons León Gautier “La cavalleria és La forma cristiana de la condició militar”.
Com ja s'ha esmentat abans, els defensores ecclesiae eren els encarregats de dirigir les milícies. De les batalles èpiques i cavalleresques de l'època naixerien obres literàries de gran volada i repercussió mediàtica que arribarien fins als nostres dies. En la literatura catalana podem trobar un bon exemple en l'obra de Ramon Llull Llibre de l'orde de cavalleria, en el qual es parla de l'ètica, la dignitat i la moral en l'ús de les armes.